# Danielle Thiéry
Pour les articles homonymes, voir Thiéry.
Danielle Thiéry, née le 15 octobre 1947 à Viévigne en Côte-d'Or, est une ancienne commissaire divisionnaire (l'une des premières femmes de l’histoire de la police française à accéder à ce grade), elle est aujourd'hui écrivain.

## Biographie
Elle est née en Bourgogne en 1947. Son père est policier et son frère travaille chez les CRS. Elle fait, dans la deuxième partie des années 1960 des études de droit, et d'éducatrice spécialisée. Puis elle devient en 1969 inspectrice de police puis chef des « stups » à la Sûreté de Lyon.
Danielle Thiéry est l'une des premières femmes dans l'histoire de la police française à accéder au grade de commissaire en 1976,. Elle est alors présentée dans les médias comme porte-parole de la cause féminine, participant à l'émission Les femmes à la barre (Radio France) avec la première femme à avoir gravi l'Everest ou encore de Régine Desforges.
En 1986, elle travaille à la sécurisation du tunnel sous la Manche. En 1989, elle devient la cheffe de la brigade de sécurité des chemins de fer (chargée de pacifier les trains de banlieue parisienne) puis, en 1991, la toute première femme commissaire divisionnaire, (suivie la même année par Mireille Ballestrazzi et Martine Monteil). Par la suite, elle travaille en tant que directrice de la sûreté pour de grandes entreprises françaises telles que Air France (vivant en direct la prise d'otage de 1994) ou La Poste,.
Elle entame sa carrière d'écrivain dans les années 1990. Elle publie de nombreux romans policiers ainsi que des scénarios à destination de la télévision,. Depuis 2015, elle préside le jury spécial police du Festival du film policier de Beaune, poste qu'elle conserve au festival Reims Polar.
Mariée, elle est mère d'un fils et d'une fille.

## Publications

### Série «Commissaire Marion»
1. 1996 : Le Sang du bourreau, éditions Jean-Claude Lattès ; réédition, Masque poche no 20, 2013
2. 1998 : Mises à mort, éditions Robert Laffont
3. 1999 : Et pire, si affinités, éditions Robert Laffont
4. 2001 : Affaire classée, éditions Robert Laffont, réédition J'ai lu, 2014
5. 2002 : Origine inconnue, éditions Robert Laffont, réédition J'ai lu, 2015
6. 2005 : Le Festin des anges, éditions Anne Carrière, réédition J'ai lu, 2014
7. 2008 : L'Ombre des morts, éditions Anne Carrière, réédition J'ai lu, 2015
Le prisonnier Albin Lovici est transféré d'une prison belge à une prison française. À la gare du Nord, le RAID est là pour assurer la sécurité lors du transfert. Malgré tout, une fusillade éclate. Un policier profite de la confusion pour assassiner le prisonnier. En parallèle à cette enquête, le commissaire Marion recherche pourquoi son amant ne répond plus lorsqu'elle essaie de le contacter.
Le règlement de comptes entre le policier ripoux et la commissaire Marion a lieu à côté de la statue de Dunkerque, sur le fronton qui domine la gare du Nord. Le ripoux succombe et Marion la commissaire intègre survit avec quelques blessures et poursuit avec quelques dents en moins son enquête sur la disparition de son amant.
8. 2011 : Crimes de Seine, éditions Rivages ; réédition, Rivages/Noir no 916
9. 2013 : Le Jour de gloire, éditions Rivages ; réédition, Rivages/Noir no 994
10. 2014 : Echanges éditions Versilio (Parution 27/03/2014) Format epub, réédition J'ai lu, 2015
11. 2015 : Dérapages éditions Versilio, Paris, réédition J'ai lu, 2016 (Parution le 2/03/2016)
12. 2016 : Tabous éditions Ombres Noires (Parution sept. 2016)
13. 2018 : Féroce éditions Flammarion (Parution mars 2018)
14. 2019 : Sex Doll éditions Flammarion (Parution mai 2019)
15. 2022 : La Souricière éditions Flammarion (Parution juin 2022)

### Série «Antony et Olympe Marin»
- 2020 : Cannibale, éditions Syros
- 2021 : L'Ange obscur, éditions Syros
- 2022 : Obsessions, éditions Syros
- 2024 : Amnésie, éditions Syros

### Autres romans
- 1995 : Mauvaise Graine, éditions Jean-Claude Lattès ; réédition, Masque poche no 58, 2015
- 1997 : La Petite Fille de Marie Gare, éditions Robert Laffont
- 1998 : La Guerre des nains, éditions Belfond
- 2011 : J'irai cracher dans vos soupes, éditions Jacob-Duvernet
- 2012 : Des clous dans le cœur, éditions Fayard
- 2019 : Nestor Burma - Piquette à la Roquette, éditions French Pulp
- 2021 : Mourir ne suffit pas (coécrit avec Marc Welinski), éditions Anne Carrière
- 2023 : La Bête des Vosges (coécrit avec Marc Welinski), Lajouanie
- 2025 : Le Signe du Diable, Avallon & Co
- 2025 ; Be Back, Rivages

### Récit
- 2011 : BRI, histoire d'une unité d'élite, éditions Jacob-Duvernet

### Collectif
- L’Enfance, c’est… / par 120 auteurs ; textes illustrés par Jack Koch ; préf. Aurélie Valognes. Paris : Le Livre de poche, novembre 2020.  (ISBN 978-2-253-08202-6)

### Nouvelles
- Cinq morts sans ordonnance, dans Crimes de sang-froid. Paris, Nouveau Monde Éditions, 2018.  (ISBN 978-2-369-42697-4)
- Réclusion, dans La Nouvelle du lendemain, anthologie numérique organisée pendant le confinement par la Ligue de l’Imaginaire, le festival Lisle noir et Cultura, 04/2020[6].

### Littérature jeunesse
- Nuit blanche au musée, éditions Syros
- Les Trois Coups de minuit, éditions Syros
- Les Enfants perdus, éditions France loisirs
- Énigme au Grand Stade, éditions Syros
- Le Mystère du tableau volé, éditions Syros

## Récompenses et distinctions
- Prix Bourgogne 1997 pour La petite fille de Marie Gare
- Prix Polar 1998 et Prix Charles Exbrayat 1998 pour Mises à mort
- Prix du Quai des Orfèvres 2013 pour Des clous dans le cœur